# Kromdraai

Kromdraai é uma área protegida na região ocidental de Gauteng, África do Sul, perto de Krugersdorp. O seu nome deriva da expressão africânder que significa "Volta Torta", por causa de um meandro do Rio Crocodile ali próximo.
Compõe-se de duas cavernas próximas, situadas 1,5 km a leste de Sterkfontein, onde em 1938 um jovem chamado Gert Terblanche encontrou fragmentos de ossos e um dente, que mostrou ao Dr. Robert Broom. Este pensou que este material poderia representar uma nova espécie, que descreveu como Paranthropus robustus, uma vez que possuía características diferentes da já conhecida A. africanus.